# 昼飯駅
昼飯駅（ひるいえき）は、かつて岐阜県大垣市昼飯町にあった西濃鉄道昼飯線の貨物駅（廃駅）である。昼飯線の終点駅であった。
当駅より石灰石輸送が行なわれていた。また、当駅から石灰石の採掘場への専用線（鉱山鉄道）が存在していた。この専用線は西濃鉄道の路線ではなく、各石灰石関連の会社専用線であり、軌間610 mm、蓄電池機関車で運行されていた。2019年現在、駅跡地のレールは管理のもとで全て撤去されている。

## 歴史
- 1928年（昭和3年）12月17日：昼飯線の開業に際し開設[3][4]。
- 1983年（昭和58年）9月：昼飯線休止に伴い営業休止。
- 2006年（平成18年）3月31日：全線廃線により廃駅となる[3]。

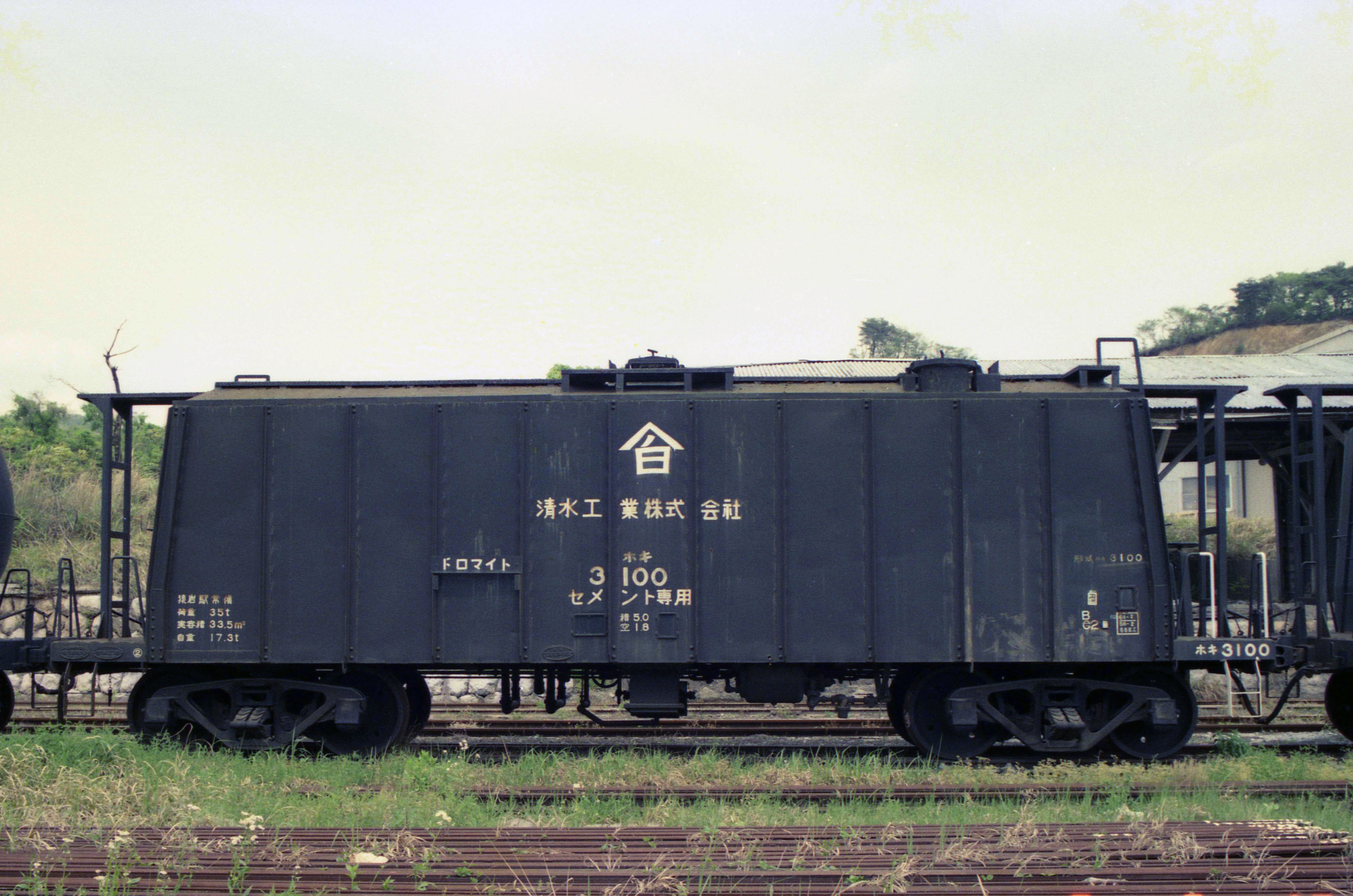
清水工業の私有貨車（1987年5月）
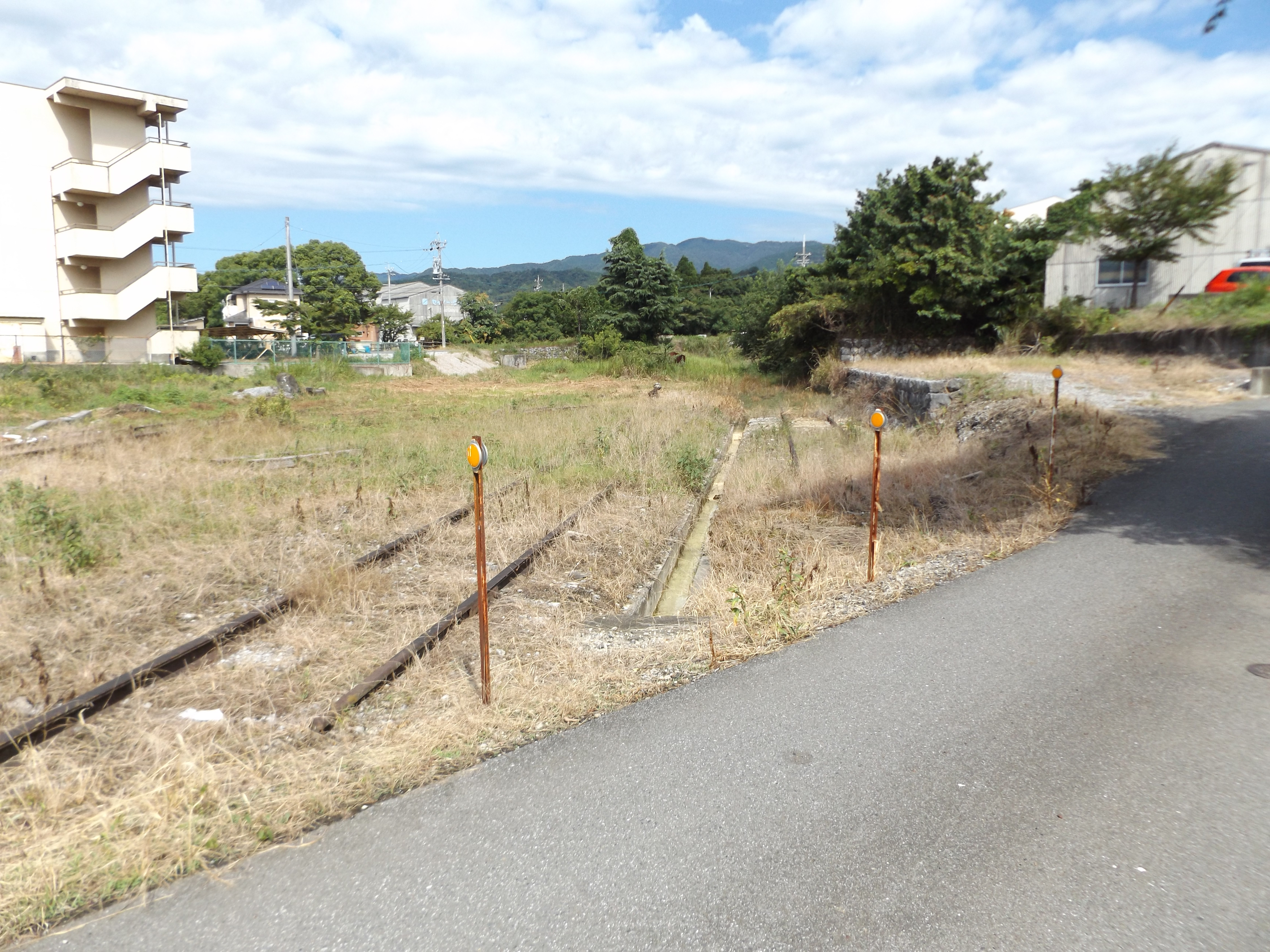
廃止後の駅構内（2015年8月）

## 駅構造
駅構内は本線と5本の側線で構成されていた。隣接して古田石灰、上田石灰、河合石灰があり、石灰石の積み込みが行われていた。
| ← 美濃赤坂駅 | 美濃大久保駅・昼飯駅 構内配線略図 |  |
| 凡例 出典:   |                                   |  |

## 駅周辺
- 昼飯大塚古墳

## 隣の駅
西濃鉄道
昼飯線
（貨）美濃大久保駅 - （貨）昼飯駅
各石灰石会社
専用線
（貨）昼飯駅 - （貨）採掘場 (0.5km)